# Yann Braendlin
Pas d'image ? Cliquez ici

a Compétitions nationales et continentales officielles uniquement.

b Matchs officiels uniquement.
Yann Braendlin, né le 6 décembre 1959 à Lausanne (Suisse), est un joueur international suisse de rugby à XV qui évolue au poste de pilier droit au Rugby club toulonnais et à l'US seynoise durant sa carrière (1,83 m pour 98 kg). 
Son frère, Olivier Braendlin, fut également joueur du RC Toulon, tandis que son neveu Corentin Braendlin a également été international suisse. 

## Biographie
Yann Braendlin naît le 6 décembre 1959 à Lausanne en Suisse. Il joue au poste de pilier droit et évolue avec les équipes du RC Toulon et de l'US seynoise durant sa carrière.
Avec le RC Toulon, il remporte le Championnat de France à deux reprises en 1987 et 1992,.
En octobre 1990, il est convoqué avec une sélection rassemblant les meilleurs joueurs de Provence et de Côte d'Azur pour affronter l'équipe de Nouvelle-Zélande. Titulaire lors de ce match, cette sélection réussit l'exploit de battre les All Blacks.
Pendant sa carrière, il est sélectionné avec l'équipe de Suisse.
Son frère Olivier fut également joueur du RC Toulon. De plus, Corentin, son neveu, est un joueur professionnel de rugby à XV, également international suisse,,.
Après sa carrière, il tient un restaurant à Briançon,,.

## Palmarès
- Finaliste du Challenge Yves du Manoir en 1983 avec le RC Toulon.
- Finaliste du Championnat de France en 1985 et 1989 avec le RC Toulon.
- Vainqueur du Championnat de France en 1987 et 1992 avec le RC Toulon.